# Nova Esperança (Uíge)
Nova Esperança é uma cidade e município angolano que se localiza na província do Uíge.
Anteriormente uma vila-comuna do município de Buengas, em 5 de setembro de 2024 foi elevada a condição de cidade e município da província do Uíge. De fato, houve uma inversão administrativa, com Nova Esperança herdando os direitos político-administrativos de Buengas, enquanto que este (Buengas) passou a ser a comuna de Buenga-Sul do município de Nova Esperança.
O município é constituído pela comuna-sede, equivalente à cidade de Nova Esperança, e ainda pelas comunas de Buenga-Sul e Cuilo-Camboso.
A comuna de Nova Esperança anteriormente detinha o nome de Buenga-Norte.